# Versailles
Versailles은 일본의 비쥬얼계 고딕 메탈 밴드이다.

## 디스코그래피
- 2006. 가을무렵부터 히자키, 카미조 밴드구상 추진

- 2007. 3. 29. 카미조 블로그에서 멤버 발표

- 3. 30. 카미조 블로그에서 밴드이름 발표

- 6. 21 SHOXX에서 독자 한정 싱글 & 디지털 사진집 'The Revenant Choir' 판매 (9. 10 단종)

- 6. 23. 目黒鹿鳴館에서 남자한정선행 쇼케이스 실시 (기자회견 + 라이브로 구성)

- 6. 24. 恵比寿リキッドルーム에서 첫 피로연 라이브

- 7. 20. TERU의 전 밴드(藍華柳の)의 졸업과 함께 정식 가입

- 8. 30. Shibuya O-East에서 Versailles가 주최한 이벤트 "The Red Carpet Day"에서 독일 라벨, CLJ RECORD과 공개 계약

- 10. 31. 첫 앨범, 유통음원 Lyrical Sympathy 발매

- 11. 2. 첫 전국 투어 '日本耽美革命'를 삿포로 KPAPS HALL에서 시작

- 12. 12. DVD "Aesthetic Violence" 발매

- 2008. 1. 31. KISAKI와 카미조 프로듀스에 의한 Versailles 참여 옴니버스 "CROSS GATE 2008 ~ chaotic sorrow ~" SHOXX 한정 판매 (3월 26일에 일반 판매)
- 3. 19. Shibuya-AX Live, Tokyo Metropolis에서 회장 한정 싱글 A Noble was born in chaos 판매개시. 라이브에서 Galneryus와 경연

- 3. 30 첫 유럽 투어 '欧州耽美革命' 스톡홀름에서 시작

- 5. 3,4. 'hide memorial summit' 출염 3일 'The Revenant Choir' 등 3곡 공연. 4일 다른 출연자와 함께 등장 스테이지에서 깃발을 흔듬

- 7. 16. 첫 정규앨범 Noble 발매

- 8. 19. 미국에서 동명 아티스트가 상표 등록을 하여 문제 발생. 미국 라이브를 위한 새로운 밴드명 모집

- 8. 31. 高見沢俊彦のロック의 'ロックばんTV' 출현

- 9. 14. 밴드명 Versailles-Philharmonic Quintet- 결정

- 12. 10. 더블 A면 싱글 PRINCE&PRINCESS 발매

- 12. 23. 시부야 CC Lemon Hall 단독 라이브에서 2009년 6월 워너 뮤직 재팬 메이저 데뷔 소식 발표

- 2009. 6. 14. 高見沢俊彦のロックばん(TBS 라디오) 게스트 출연

- 6. 24. 싱글 'ASENDEAD MASTER' 발매, 메이저 데뷔

- 8. 9. 베이시스트 자스민 유 사망

- 10. 25. V-Rock Festival'09에 출연

- 2010. 1. 4 Jasmine You - Memorial Ceremony-(시부야 O-East) 출연, Kaya 摩天楼 오페라 공연.

- 2. 28 ~ Versailles World Tour 2010 "Method of Inheritance" 국내 21회, 해외 16회 공연을 실시. PERU에서는 일본인 최초의 라이브

- 9. 4. CC Lemon Hall에서 신 멤버 MASASHI 가입

- Jubilee (2010)발매

- Holy Grail (2011)발매

- Versailles (2012)발매

- 2012. 12. 20 NHK Hall 라이브를 마지막으로 활동 중단

- 2013 ~ 카미조는 솔로 활동을 시작, 나머지 4명의 멤버는 ZIN을 보컬로 새로운 프로젝트 밴드 'Jupiter' 결성

Versailles (2007 ~ 2012.12.20)